# Peterstag (Enkenbach-Alsenborn)
Der Peterstag ist ein Gedenktag der rheinland-pfälzischen Ortsgemeinde Enkenbach-Alsenborn. Er wird stets am 22. Februar in Reminiszenz an eine Hornviehseuche abgehalten, die im Jahr 1776 in der Region stattfand.

## Name
Der 22. Februar ist der Feiertag Kathedra Petri im katholischen liturgischen Jahr. Er erinnert an die Übernahme des römischen Bischofsstuhls (Kathedra) durch den Apostel Petrus. Historisch geht das Fest vermutlich auf eine römische Totengedenkfeier zurück, bei der für den Verstorbenen ein leerer Stuhl aufgestellt wurde.

## Anlass
Die Hornviehseuche selbst brach um Weihnachten 1776 in Alsenborn und Enkenbach aus; anschließend verbreitete sie sich in den Nachbarorten. Dies ging so weit, dass lediglich eine Kuh überlebte. Wie bei vielen früheren Epidemien im Mittelalter und der frühen Neuzeit wurde dies in der Region als Strafe Gottes interpretiert; entsprechend stieg die Frömmigkeit der Region an. Seither hat sich in Alsenborn, Enkenbach und Neukirchen konfessionsübergreifend der Peterstag als Bet- und Danktag etabliert. Da der 22. Februar des Folgejahres, der sogenannte „St. Peterstag“ als Wende galt, gehen viele Bewohner innerhalb der 1969 gebildeten Ortsgemeinde Enkenbach-Alsenborn seither in die Kirche.

## Verlauf
Der Feiertag wird mit Gottesdiensten begangen. Viele Familien essen an diesem Tag bewusst kein Fleisch.